# Уайт, Дэйна
Дэ́йна Фре́дерик Уа́йт — младший (англ. Dana Frederick White Jr.; род. 29 июля 1969, Манчестер) — американский предприниматель, президент Ultimate Fighting Championship (UFC), крупнейшей в мире организации по смешанным единоборствам. Владелец организации Power Slap, занимающейся боями пощёчинами.
В августе 2019 года состояние Уайта оценивалось в 500 миллионов долларов.

## Ранняя жизнь
Родился 28 июля 1969 года в Манчестере, Коннектикут, в семье Джун и Дэйны Уайта-старшего. Он ирландский американец. Многие из своих ранних лет Уайт провел в Уэйре, Массачусетс.
Большую часть детства Уайт и его сестра Келли воспитывались матерью и её родственниками. Мать Уайта была медсестрой, и семья переехала в Лас-Вегас, когда Уайт учился в третьем классе, поскольку в Вегасе предлагали более высокую зарплату для медсестер. Уайт учился в средней школе епископа Гормана, где впервые встретил Лоренцо Фертитту, хотя близкими друзьями они стали только спустя годы. По словам Уайта, ему не нравилась школа, и его «дважды выгоняли из „Гормана“». Несмотря на проживание в Неваде, летом Уайты возвращались на Восточное побережье, чтобы провести время с бабушкой и дедушкой в Леванте, Мэн, небольшом городке недалеко от Бангора. Свой выпускной год в средней школе Уайт провел в штате Мэн.
Окончив среднюю школу Хермон в 1987 году, Уайт дважды поступал в колледж: один раз в колледж Куинси, другой раз в Бостонский университет, но каждый раз бросал учёбу в течение первого семестра. За это время он успел поработать на разных работах: укладывал асфальт, работал вышибалой в ирландском баре и посыльным в отеле «Бостон Харбор». Уайт начал заниматься боксом в 17 лет и подружился с бывшим чемпионом «Золотых перчаток» Питером Уэлчем. Благодаря этим отношениям Уайт решил, что хочет заняться боксёрским бизнесом, и вместе с Уэлчем открыл боксерский зал в Бостоне. Изначально Уайт собирался сам стать профессиональным боксёром, но после того, как он увидел боксера с деменцией и забеспокоился, что у него будет такая же нейродегенерация, он отказался от этой идеи. Затем Уайт стал работать тренером по боксу.
Уайт заявил, что покинул Бостон и вернулся в Лас-Вегас в начале 1990-х годов после того, как ему стали угрожать мафиози Уайти Балджер и его сообщник Кевин Уикс: Он просто сказал «„Ты должен нам денег“. Это было около 2500 долларов, что для меня тогда было равно 25 000 долларов, и я не заплатил ему. Это продолжалось некоторое время, и однажды я был у себя дома, мне позвонили и сказали: „Ты должен нам деньги завтра к часу дня“. Я буквально бросил трубку, поднял телефон, позвонил в Delta и купил билет в Вегас».
В Лас-Вегасе Уайт продолжил руководить боксёрскими залами, а также начал тренироваться джиу-джитсу под руководством Джона Льюиса (участник UFC 22 и UFC 28), вместе с Лоренцо Фертиттой и его старшим братом Фрэнком Фертиттой III. Уайт воссоединился с братьями Фертитта после того, как встретил Лоренцо на свадьбе общего друга, до этой встречи они не общались 10 лет. Именно на тренировках Льюиса Уайт познакомился с бойцами смешанных единоборств Тито Ортисом и Чаком Лидделлом и в итоге стал их менеджером.

## Карьера

### Ultimate Fighting Championship
Работая менеджером Ортиса и Лидделла, Уайт познакомился с Бобом Мейровицем, владельцем Semaphore Entertainment Group, тогдашней материнской компании Ultimate Fighting Championship (UFC). Когда Уайт узнал, что Мейровиц хочет продать UFC, он связался с другом детства Лоренцо Фертиттой (руководителем и соучредителем сети казино Station Casinos, а также бывшим распорядителем Атлетической комиссии штата Невада), чтобы спросить, не будет ли он заинтересован в приобретении компании. В январе 2001 года Лоренцо и его старший брат Фрэнк за 2 миллиона долларов приобрели UFC, которая впоследствии стала дочерней компанией Zuffa. Президентом компании был назначен Уайт.
По словам Уайта, когда он и Фертитты приобрели UFC, все, что они получили, — это бренд UFC и старый октагон. Предыдущие владельцы лишили компанию активов, чтобы избежать банкротства, настолько, что сайт UFC.com был продан компании под названием User Friendly Computers. Со временем, с Уайтом на посту президента, UFC превратилась в очень успешный бизнес, и в 2015 году её валовой доход составил 600 миллионов долларов. В июле 2016 года Zuffa была продана консорциуму инвесторов во главе с WME-IMG за 4 миллиарда долларов. На момент продажи Уайту принадлежало 9 % акций компании. Уайт продолжил работу в качестве президента и получил долю в новом бизнесе.
Несмотря на успехи в качестве промоутера, Уайт регулярно подвергается критике за свою резкость (он не стесняется в выражениях во время публичных выступлений и интервью) и жёсткость: например, японские и российские промоутеры ММА в некоторых случаях не смогли найти с ним общий язык. Также Уайт не раз конфликтовал с журналистами, освещающими ММА, в частности, в интернете появилась видеосъёмка, где Уайт нецензурно выражался о Лоретте Хант, журналистке сайта Sherdog, а также использовал выражения, оскорбляющие геев. Позже Уайт публично извинился за оскорбления в адрес геев, однако намеренно не извинился перед Хант. В настоящее время журналистам от Sherdog аккредитации на пресс-конференции UFC не выдаются.
В марте 2019 года Уайт подписал новое соглашение с UFC сроком на семь лет.
3 апреля 2023 года компания Endeavor (переименованная из WME-IMG) объявила о сделке, в результате которой рестлинг-компания WWE объединился с UFC и образовал новую публичную компанию TKO. Уайт теперь будет занимать должность главного исполнительного директора UFC.

### Бокс
Пришёл в бокс, выступив сопромоутером поединка Флойда Мейвезера — младшего против Конора Макгрегора, поскольку Макгрегор был связан контрактом с UFC. В октябре 2017 года в боксерском клубе Фредди Роуча Wild Card West Уайт заявил, что «заходит в бокс, 100 процентов». В 2019 году Уайт заявил, что хочет включить бокс в портфолио UFC. Впоследствии он отказался от этих планов, заявив в 2022 году, что промоушен бокса — «это сломанный бизнес, который абсолютно невыносимо пытаться исправить».

### Другие активы
Владелец Power Slap, соревнований по пощёчинам, которые дебютировали в январе 2023 года и ранее транслировались на канале TBS.
В 2022 году стал совладельцем компании Thrill One Sports & Entertainment, которой принадлежат Nitro Circus, Nitrocross и Street League Skateboarding.

## Личная жизнь
Со своей женой Энн познакомился ещё в юношеском возрасте, когда они были в восьмом классе. Они вступили в брак в 1996 году. Супруги воспитывают троих детей, двое сыновей Дэйна III и Эйдан, и дочка Саванна. Уайт не выносит личную жизнь на показ и ценит конфиденциальность семьи, скрывая жену Энн и детей от всеобщего внимания со стороны СМИ.
Уайт был воспитан в семье католиков, но в интервью журналу Playboy заявил, что считает себя атеистом, хотя, по собственному признанию, «очарован религией».

#### Потасовка с женой
Во время новогодней вечеринки 2022 года в ночном клубе в Кабо-Сан-Лукас, Мексика, Уайта и его жену Энн засняли на видео, когда они ругались, а затем вступили в физическую перепалку друг с другом. Энн дала Уайту пощечину, а Уайт ответил ей пощечиной. Они оба извинились за свои действия и сказали, что в тот вечер выпили слишком много алкоголя. UFC никак не отреагировала и не прокомментировала действия Уайта после инцидента. Женское законодательное собрание Калифорнии направило письмо Ари Эмануэлю, генеральному директору компании Endeavor, владеющей UFC, с просьбой отстранить Уайта от его роли в UFC.

#### Проблемы со здоровьем
В мае 2012 года Уайт сообщил, что у него диагностировали болезнь Меньера, неврологическое расстройство. Он сказал: «Это похоже на головокружение, но на стероидах». Уайт утверждает, что болезнь стала последствием большой драки, в которой он участвовал в юности.
Уайт прошел курс лечения от болезни Меньера, которая, по его словам, значительно уменьшила его симптомы.
В начале декабря 2021 года появилось сообщение, что Дэйна Уайт и вся его семья заразились вирусом COVID-19, после семейного ужина на День Благодарения. Результаты тестов всех членов семьи дали положительный результат. Позже он сказал, что полностью вакцинирован, поэтому имел минимальные симптомы, а обоняние и вкус вернулись примерно через 24 часа.

#### Хобби и отдых
Помимо ММА, Уайт интересуется другими видами спорта, такими как регби (во время четвёртого сезона The Ultimate Fighter Уайт несколько раз появлялся в майке ирландской сборной по регби), бейсбол (Уайт является ярым фанатом команды Бостон Ред Сокс) и бокс, которым Уайт сам занимался в молодости.
Дэйна Уайт увлекается азартными играми, в 2019 году он был запечатлен Колби Ковингтоном в казино Palms в Лас-Вегасе.

## Достижения и награды
- «Промоутер года» по версии журнала Wrestling Observer Newsletter (2005—2009)
- «Спортсмен года штата Невада» (2009)[54]